# Komádi
Komádi là một thành phố thuộc hạt Hajdú-Bihar, Hungary. Thành phố này có diện tích 144,65 km², dân số năm 2010 là 5373 người, mật độ 37 người/km².